# L'Ermità de Cabrenç
Emili Boix o Émile Théodore Boix dit L'Ermita (o ermità) de Cabrenys (o Cabrenç) (Illa, 1862 — Illa, 1922) fou un poeta nord-català i metge a París. Cosí de Jacques de Noëll. Se li concedí la medalla d'or de l'internat quan era intern de 4t any a Saint-Antoine i obtingué una beca i la possibilitat de cursar un cinquè any d'internat. S'establí un temps a París, on fundà el grup català Canigó. Membre fundador de la Société agricole, scientifique et littéraire des Pyrénées-Orientales i de la Société d'études catalanes (1906), col·laborà activament a la Revue Catalane, on publicà la major part dels seus poemes; en alguns prengué posicions xovinistes franceses contra Alemanya durant la Primera Guerra Mundial.

## Obra científica
- Aphasie motrice pure, avec lésion circonscrite, par MM. Gilbert Ballet et Émile Boix, 1893.
- De la paralysie faciale périphérique précoce dans la période secondaire de la syphilis, 1894.
- Le foie des dyspeptiques: et en particulier la cirrhose par auto-intoxication d'origine gastro-intestinale : étude clinique, anatomo-pathologique, pathologique et expérimentale par le Docteur Emile Boix, Asselin et Houzeau, París, 1895.
- Sur un cas de diplégie faciale totale d'origine artérielle, par le Dr Labadie-Lagrave, 1896.
- Nature et pathogénie de l'ictère grave..., París, Asselin et Houzeau, 1896.
- Maladies du coeur : médicaments cardiaques et vasculaires, hygiène du cardiaque, asystolie, endocardites, lésions valvulaires, myocardites, hypertrophie du coeur, dilatation du coeur, péricardites, papitations, tachycardies, bradycardies, syncope, París, J. Rueff, 1900.
- Maladies des vaisseaux : artérites, artérites aiguës, cardio-sclérose et artério-sclérose, angine de poitrine, París, J. Rueff, 1900.
- Les maladies du foie, París, imp. Piglet, 1899 i imp. Veuve Albouy, 1901.

Com a editor científic:
- Traité de médecine, Tome VI, [Maladies du nez et du larynx] / publ. sota la dir. de Bouchard..., Brissaud,... 2a edició, París, Masson, 1901.

## Obra literària
- Així sigui (1910), poema sobre el costumari català
- Visca Rosselló! (1910), cantata en honor del monument "Muntanyes regalades" de Raimon Sudre, a Perpinyà, el de 5 juny de 1910, musicada pels rossellonesos Simon Siné i Gabriel Parés, i executada per les Sociétés Chorales de Perpinyà i la Musique de la Garde Républicaine
- L'àvia (1910), poema sus la tradició catalana en avinentesa de la inauguració de l'estàtua de Gustave Violet a la sala dels casaments de la Casa de la Vila de Perpinyà
- Pirineu d'Orient (vers 1911), poema en ocasió d'un parlament al senyor ministre Juli Pams en una dinada de rossellonesos de París
- L'àliga blanca (1915), poema al·legòric contra l'imperi Alemany
- Els goigs dels ous (191?)
- Vent perdut (1933, octubre), in Suplemento literario de „El autonomista“, pàg. 46
- Parlament an el general Jofre (1914), amb motiu d'enhorabona i alabança al company i amic el general Joffre, en una dinada de rossellonesos de París, l'any 1912